# Africa Eco Race

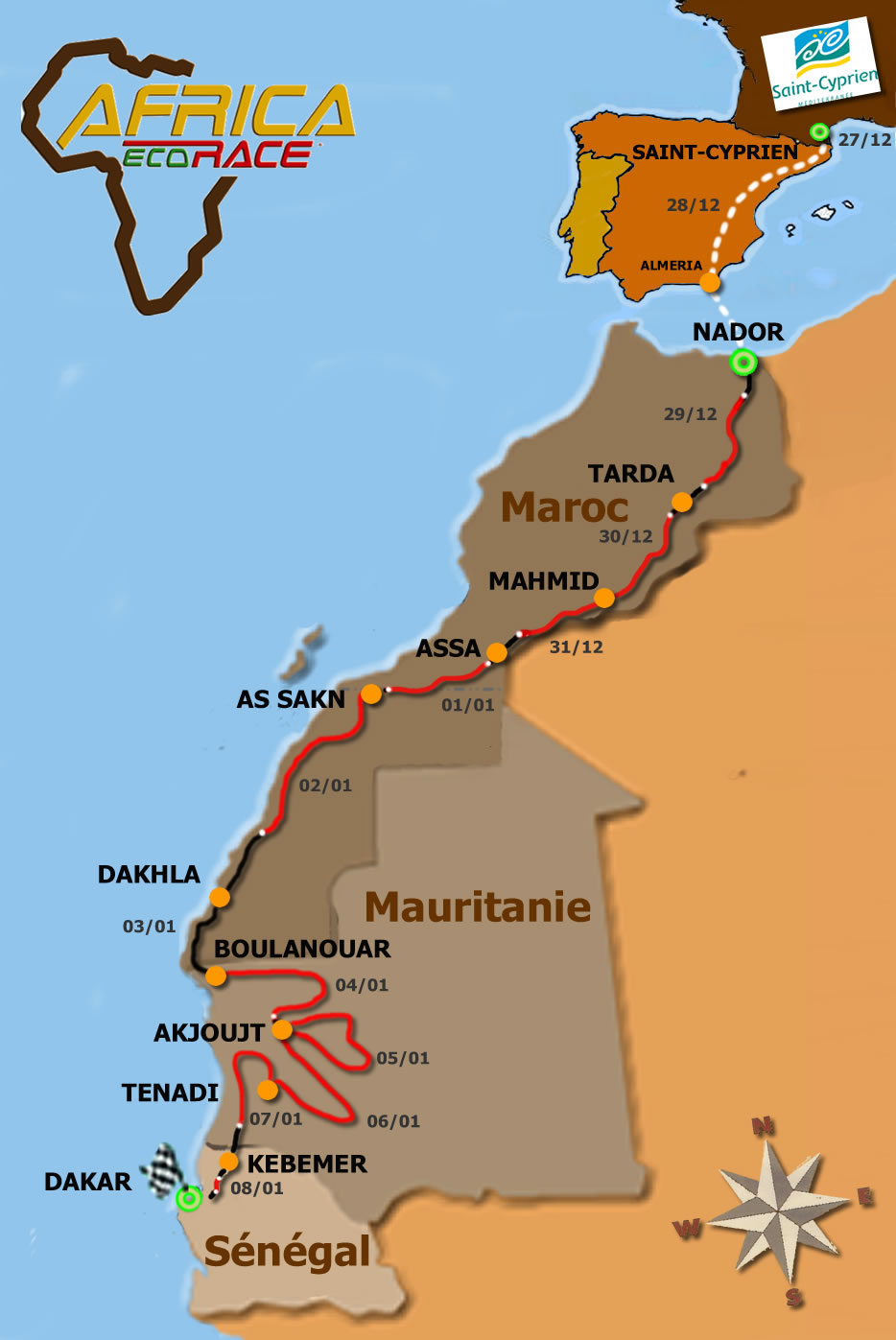
Il percorso 2012.

L'Africa Eco Race (in precedenza solo Africa Race) è un rally raid, organizzato dal francese Hubert Auriol, veterano della Dakar, che si svolge ogni anno in Africa, su quelle che furono le rotte della Parigi-Dakar, dal 2009.

## Storia

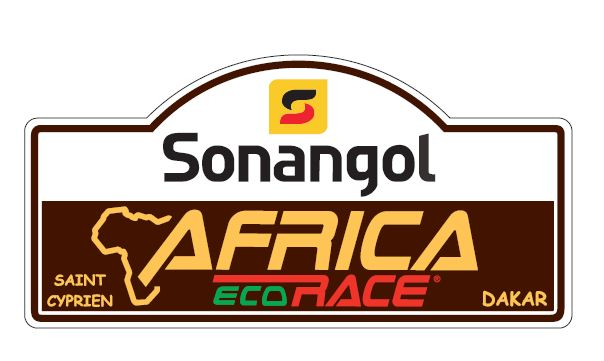
La placca dell'edizione 2012.

Dopo che il Rally Dakar ha definitivamente abbandonato i deserti africani con l'edizione del 2007, una volta stabilizzatasi la situazione bellica nella Mauritania e nei paesi limitrofi, le auto, le moto e i camion sono tornati a solcare le strade del celebre rally-raid trasferitosi in Sudamerica dal 2009 al 2019 e oggi trasferitosi in Arabia Saudita
Dopo l'annullamento della Dakar 2008, la prima edizione del raid africano è partita in sordina con solo 8 moto, 8 auto e 4 camion al via. Nell'edizione 2011 hanno concluso la gara 4 moto su 4, 3 camion su 4 e 21 auto su 22. Come già tradizione alla Dakar ogni edizione prende il via con un prologo in Europa. Nelle edizioni 2012 e 2013 la corsa è partita da Saint-Cyprien, nei Pirenei.
Il plurivincitore della Dakar, il francese Jean-Louis Schlesser, specialista dei rally raid, è uno dei pochi top driver a prediligere la corsa africana ed a non essersi trasferito anche lui sulle strade del nuovo tracciato del Rally Dakar, che per altro si svolge in concomitanza.

## Paesi attraversati
- Marocco
- Mauritania
- Senegal

## Palmares Auto, Moto, Camion
| Edizione | Date                                               | Percorso                                           | Auto                                               | Auto                                               | Moto                                               | Moto                                               | Camion                                             | Camion      |
| Edizione | Date                                               | Percorso                                           | Piloti                                             | Costruttori                                        | Piloti                                             | Costruttori                                        | Piloti                                             | Costruttori |
| -------- | -------------------------------------------------- | -------------------------------------------------- | -------------------------------------------------- | -------------------------------------------------- | -------------------------------------------------- | -------------------------------------------------- | -------------------------------------------------- | ----------- |
| 2009     | 26-dic-2008 11-gen-2009                            | Marseille– Dakar                                   | Jean-Louis Schlesser Cyril Esquirol                | Schlesser-Renault Buggy                            | Josè Manuel Pellicer                               | BMW 450 X                                          | Jan de Rooy Dany Colebunders Darek Rodewald        | Iveco       |
| 2010     | 27-dic-2009 10-gen-2010                            | Portimão– Agadir- Dakar                            | Jean-Louis Schlesser Cyril Esquirol                | Schlesser-Renault Buggy                            | Marco Capodacqua                                   | KTM                                                | Miklós Kovács Péter Czeglédi Tomas Toth            | Scania      |
| 2011     | 27-dic-2010 9-gen-2011                             | Chateau Lastour- Dakar                             | Jean-Louis Schlesser Cyril Esquirol                | Schlesser-Renault Buggy                            | Willy Jobard                                       | ZONGSHEN Hybrid                                    | Tomáš Tomeček Vojtěch Morávek                      | Tatra       |
| 2012     | 27-dic-2011 8-gen-2012                             | Saint-Cyprien – Nador– Dakar                       | Jean-Louis Schlesser Cyril Esquirol                | Schlesser-Renault Buggy                            | Oscar Polli                                        | KTM                                                | Tomáš Tomeček Vojtěch Morávek                      | Tatra       |
| 2013     | 28-dic-2012 9-gen-2013                             | Saint-Cyprien – Nador– Dakar                       | Jean-Louis Schlesser Cyril Esquirol                | Schlesser-Renault Buggy                            | Martin Fontyn                                      | KTM                                                | Anton Shibalov Evgeny Yakovlev Dmitry Sotnikov     | Kamaz       |
| 2014     | 29-dic-2013 11-gen-2014                            | Saint-Cyprien – Nador– Dakar                       | Jean-Louis Schlesser Thierry Magnaldi              | Schlesser-Renault Buggy                            | Michael Pisano                                     | Honda                                              | Tomáš Tomeček Vojtěch Morávek                      | Tatra       |
| 2015     | 28-dic-2014 11-gen-2015                            | Saint-Cyprien – Nador– Dakar                       | Jean Antoine Sabatier Jean-Luc Rojat               | Bugga One                                          | Pål Anders Ullevålseter                            | KTM                                                | Anton Shibalov Robert Amatych Almaz Khisamiev      | Kamaz       |
| 2016     | 27-dic-2015 10-gen-2016                            | Monaco – Nador– Dakar                              | Kanat Shagirov Vitaliy Yevtyekhov                  | Toyota Hilux Overdrive                             | Pål Anders Ullevålseter                            | KTM                                                | Anton Shibalov Robert Amatych Almaz Khisamiev      | Kamaz       |
| 2017     | 31-dic-2016 14-gen-2017                            | Monaco – Nador– Dakar                              | Vladimir Vasilyev Konstantin Zhiltsov              | Mini                                               | Gev Sella                                          | KTM                                                | Andrey Karginov Andrey Mokeev Dmitrii Nikitin      | Kamaz       |
| 2018     | 31-dic-2017 14-gen-2018                            | Monaco – Nador– Dakar                              | Mathieu Serradori Fabian Lurquin                   | LCR 30                                             | Paolo Ceci                                         | KTM                                                | Gerard de Rooy Darek Rodewald Moi Torrallardona    | Iveco       |
| 2019     | 30-dic-2018 13-gen-2019                            | Monaco – Nador– Dakar                              | Jean Pierre Strugo François Borsotto               | Optimus MD                                         | Alessandro Botturi                                 | Yamaha                                             | Elisabete Jacinto José Marques Marco Cochinho      | MAN         |
| 2020     | 5-gen-2020 19-gen-2020                             | Monaco – Tangier– Dakar                            | Patrick Martin Lucas Martin                        | Mercedes                                           | Alessandro Botturi                                 | Yamaha                                             | Miklós Kovács Péter Czeglédi Laszló Ács            | Scania      |
| 2021     | Non disputato a causa della pandemia COVID-19      | Non disputato a causa della pandemia COVID-19      | Non disputato a causa della pandemia COVID-19      | Non disputato a causa della pandemia COVID-19      | Non disputato a causa della pandemia COVID-19      | Non disputato a causa della pandemia COVID-19      | Non disputato a causa della pandemia COVID-19      |             |
| 2022     | 15-ott-2022 30-ott-2022                            | Monaco – Nador– Dakar                              | Philippe Gosselin Christophe Crespo                | Optimus MD                                         | Štefan Svitko                                      | KTM                                                | Tomáš Tomeček                                      | Tatra       |
| 2023     | Non disputato a causa delle inondazioni in Senegal | Non disputato a causa delle inondazioni in Senegal | Non disputato a causa delle inondazioni in Senegal | Non disputato a causa delle inondazioni in Senegal | Non disputato a causa delle inondazioni in Senegal | Non disputato a causa delle inondazioni in Senegal | Non disputato a causa delle inondazioni in Senegal |             |
| 2024     | 30-dic-2023 14-gen-2024                            | Monaco – Nador– Dakar                              | Gautier Paulin Remi Boulanger                      | Apache                                             | Jacopo Cerutti                                     | Aprilia                                            | Tomáš Tomeček                                      | Tatra       |